# جون أندرسون (رجل أعمال نيوزيلندي)
جون أندرسون (بالإنجليزية: John Anderson)‏ هو شخصية أعمال نيوزيلندي، ولد في 1938 في ويلينغتون في نيوزيلندا.